# 本多則惠
本多 則惠（ほんだ のりえ）は、日本の厚生労働官僚。東京大学社会科学研究所客員准教授、厚生労働省大臣官房審議官、国際労働交渉官などを歴任した。アンビスホールディングス取締役。

## 人物・経歴
愛知県豊田市出身。愛知県立豊田西高等学校を経て、1987年に一橋大学社会学部卒業後、地方公務員志望で、第一志望ではなかったが、内定が出た労働省に入省。在学中は商学部の経営労務管理のゼミや法学部の労働法の講義、経済学部の労働経済学の講義で学んだ。
1991年から93年までパリ第1大学に留学（人事院長期在外研修）。1996年長崎県労働部職業安定課長。1999年労働省労政局勤労者福祉部企画課長補佐。
2度の育児休業後、残業などが困難になり、2002年から日本労働研究機構に出向。2005年厚生労働省大臣官房総務課情報公開文書室長。東京大学社会科学研究所客員准教授を併任し論文を執筆し、2008年内閣府政策統括官（共生社会政策担当）付参事官（少子・高齢化対策担当）、経済社会総合研究所上席主任研究官。
2010年厚生労働省大臣官房参事官（賃金時間担当）。2012年厚生労働省職業安定局雇用政策課長。2014年厚生労働省職業安定局総務課長。2016年厚生労働省大臣官房地方課長。2017年厚生労働省大臣官房総合政策・政策評価審議官、国際労働機関理事会日本政府代表代理。
2018年厚生労働省大臣官房審議官（雇用環境・均等、子ども家庭、少子化対策担当）、内閣府子供の貧困対策推進室副室長、内閣府子ども・子育て本部審議官。2020年厚生労働省大臣官房国際労働交渉官。
2021年厚生労働省大臣官房審議官（社会、援護、人道調査、福祉連携担当）。2022年厚生労働省大臣官房審議官（社会、援護、地域共生、自殺対策、人道調査、福祉連携、就労支援連携担当）。2023年アンビスホールディングス取締役、武蔵コーポレーション顧問。趣味はお菓子作り、洋裁。